# Eugénie Dutoit
Eugénie Dutoit (* 19. Mai 1867 in Bern; † 20. Juni 1933 ebenda; heimatberechtigt in Moudon), reformiert. Sie war die erste Schweizerin, die an der Universität Bern die Doktorwürde in Philosophie erlangte. Dutoit war Lehrerin, Sozialarbeiterin und Frauenrechtlerin aus dem Kanton Bern.

## Leben

### Kindheit und Jugend
Eugénie Dutoit war die älteste Tochter von Eugène Dutoit (1837–1921), Arzt am Burgerspital Bern, und der Maria Clara, geborene Haller (1843–1916). Eugénie wurde am 29. Juni 1867 von ihrem Grossvater mütterlicherseits, Münsterpfarrer Friedrich Albert Haller, Nachkomme eines Bruders von Albrecht von Haller, auf den Namen Julia Bertha Eugénie getauft. Sie scheint ein aufgewecktes, lebhaftes Kind von zarter Gesundheit gewesen zu sein. Zur Schule ging sie bei ihrer Grosstante, Adeline von Greyerz, einer Schwester ihrer Grossmutter. Von Greyerz führte im damals stillen und ländlichen Lorraine-Quartier eine kleine private Elementarschule. Später besuchte Eugénie Dutoit die damalige Burgerliche Mädchenschule, die 1880 mit der Einwohnermädchenschule vereinigt wurde. Anschliessend folgte ein zweijähriger Aufenthalt im Institut Montmirail der Herrnhuter Brüdergemeine, in dem bis 1988 junge Frauen in Hauswirtschaft und der französischen Sprache unterrichtet wurden. Als Eugénie Ende der 80er Jahre nach einem Aufenthalt in England und Schottland zurück nach Bern kam, war sie merklich gereift.

### Studium und Lehrtätigkeit
Mit fünfundzwanzig Jahren schrieb sie sich 1892 fürs Studium der Philosophie an der Universität Bern ein, war Kommilitonin von Anna Tumarkin. Sie studierte ausserdem ein Semester an der Sorbonne in Paris und promovierte 1898 bei Professor Ludwig Stein. Dieser veröffentlichte ihre Dissertation Die Theorie des Milieu 1899 im 20. Band seiner Schriftenreihe Berner Studien zur Philosophie und ihrer Geschichte.
Während ihres Studiums hielt Eugénie Dutoit ab dem Winterhalbjahr 1893/94 in der elterlichen Wohnung an der Gurtengasse 3 in Bern wöchentlich freie Vorlesungen und Kurse für Mädchen ab 17 Jahren ab. Auf dem Stundenplan standen Französische und Englische Literatur, Moderne Geschichte und Pädagogik. Unterstützt wurde sie dabei von Madame Arnold Bovet, Madame Godefroy de Tscharner und später von den Lehrerinnen Gonin und Zurlinden. Ab 1899 bot Dutoit auch Französisch- und Englischkurse für jüngere Mädchen an, ergänzt durch Deutsche Literatur von Maria Krebs und Kunstgeschichte von Sara Müller. Daneben erteilte Dutoit aushilfsweise an der neuen Mädchenschule Französischunterricht auf der Oberstufe und übernahm ein weiteres Pensum an der damaligen Zurlindenschule von Luise Zurlinden-Dasen (1861–1924) in Bern. Es war die Zeit des Vereins der Frauenkonferenzen Bern und der Gründung des Bundes Schweizerischer Frauenvereine. Dutoit hatte grösstes Interesse an Bildungsfragen und machte mit an den Frauenkonferenzen und hielt Vorträge. In dieser Zeit lernte sie auch Helene von Mülinen und deren Lebensgefährtin Emma Pieczynska-Reichenbach kennen.
Anstatt ihre berufliche Karriere als Dr. phil. weiterzuverfolgen, fühlte sich Eugénie Dutoit verpflichtet, ihrer kranken Mutter beizustehen. Sie führte den Haushalt ihrer Eltern und pflegte die schliesslich gelähmte Mutter bis zu deren Tod 1916. Danach scheint sie etwas freier gewesen zu sein, erscheint doch ihr Name im Berner Kantonalkomitee des Vereins Freundinnen junger Mädchen. Ab 1920 wirkte sie im Vorstand des Berner Frauenbundes (heute Frauenzentrale BE) als Vizepräsidentin und Sekretärin. Dutoit betreute in dieser Zeit ihren betagten Vater, bis er 1921 starb. Erst danach, mit über fünfzig Jahren, konnte sie sich dem Wohl der Allgemeinheit widmen und die Welt bereisen. Sie traf dabei ehemalige Schülerinnen und Freunde in Polen, Holland, Frankreich und später in Bonn.

### Sozialarbeit und Politik
Für verschiedene Ämter in Vereinen und Verbänden angefragt, sagte Eugénie Dutoit zu, wenn auch in der Annahme, dass dies "nur provisorisch" sei.
1924 war sie Mitbegründerin und von 1926 bis 1930 Präsidentin der Vereinigung bernischer Akademikerinnen VBA. Als Präsidentin des Schweizerischen Vereins der Freundinnen junger Mädchen von 1924 bis 1933 war sie verantwortlich für dessen Öffnung gegenüber fortschrittlichen Frauenorganisationen. Sie unterstützte die Stimmrechtspetition von 1929 und strebte den Anschluss an den Bund Schweizerischer Frauenvereine (BSF) an. Von 1929 bis 1930 leitete sie die Frauenkommission zur Propaganda für die Alkoholvorlage.
Als Höhepunkt ihres Lebens bezeichnete sie kurz vor ihrem Tod die Arbeit für die Schweizerische Ausstellung für Frauenarbeit (SAFFA) 1928. Dutoit übernahm die Präsidentschaft für die Gruppe "Wissenschaft, Literatur und Musik". Unter ihrer Leitung entstanden die Bibliothek mit den 3546 Werken von Schweizer Frauen und dem dazugehörenden Katalog, der Kinderlesesaal und die Statistik-Räume. Dazu war sie in den fünf Ausstellungswochen täglich im Chalet der Freundinnen junger Mädchen zu finden.

### Journalismus
Sie selbst hat sich nie als Journalistin bezeichnet. Anonym, "von einer Schweizerin", erschienen 1920 im Der Bund die Bilder aus Warschau, später zeichnete sie Buchbesprechungen mit vollem Namen oder mit "Et". Alles, was sie auf ihren Reisen sah – Stimmungsbilder, soziale Arbeit, tragische und heitere Erlebnisse – wurde aufgenommen und in einem flüssigen, leichten Stil niedergeschrieben. Biographien über Lucretia Mott, Carmen Sylva und Maria Mitchell finden sich neben Kurzgeschichten, zahlreichen Versammlungsberichte und Artikeln zur Alkoholvorlage.
Persönliche Notizen oder Tagebücher über Eugénie Dutoit sind nicht erhalten, aber ihr Aufsatz Offene Türen von 1921 trägt starke autobiographische Züge. Eines der Gedichte, das sie auf einer Reise schrieb, zeigt ihre Grundhaltung:
Morgenstimmung auf dem Meer

Kurze, scharfe Schreie in den Lüften,

Silberschwingen hoch im blauen Raum!

Unaufhaltsam kreisend auf und nieder

Tauchend in der weissen Wellen Schaum:

Möwen sind's, im Äther frei sich wiegend,

Folgen spielend eignem Triebe nur,

Jede suchend eigne Weg' und Ziele –

Folgen alle doch des Schiffes Spur.

Menschen, drängend nach dem eignen Glücke,

Dürstend, haschend, heischend ohne Ruh!

Wähnen selbst zu glauben, selbst zu wählen –

Treiben alle Gottes Zielen zu.
Im Herbst 1932 ordnete sie in Genf den Nachlass ihrer geliebten Tante, als schwere Herzbeschwerden auftraten. Diese zwangen die geschäftige Dutoit, sich in Sanatorien in Bern und Thun zu erholen. Nach Aufenthalten bei Verwandten in Basel sowie Freundinnen in Richterswil und Lugano schien es ihr kurzzeitig besser zu gehen. Sie kehrte dann aber früher als geplant im Sommer 1933 nach Bern zurück, wo sie im Haus ihrer Cousine in der Nacht vom 19. auf den 20. Juni 1933 friedlich einschlief.